# Гейнцельман, Анатолий Соломонович
Анато́лий Соломо́нович Гейнцельма́н (1879—1953) — русский поэт первой волны эмиграции.

## Биография
Рано потерял родителей, с детства был крайне болезненным, страдал чахоткой. В 1904 году, после начала Русско-японской войны, впервые покинул Шабо и «отправился умирать в Италию». Был в Палермо, Риме. Вернулся в Одессу, где пережил революцию 1905 года. Еврейский погром в октябре 1905 года произвёл на Гейнцельмана такое жуткое впечатление, что на Рождество он снова покинул Россию; зиму провёл в Сиракузах и Палермо. Весной 1906 года отправился пешком в Париж, «чтобы либо погибнуть, либо выздороветь». До Парижа добрался поздней осенью. В конце января 1907 года встретил будущую жену, Розу Александровну Геллер; осенью они вместе вернулись в Петербург.
Осенью 1908 года Гейнцельманы уехали во Флоренцию, где прожили до Первой мировой войны. Летом 1914 года Роза уехала на Украину на каникулы и не смогла вернуться. Осенью 1915 года Гейнцельман кружным путём через Швецию вернулся в Петербург. Первую половину 1917 года Гейнцельманы провели в Феодосии, вторую половину 1917 и начало 1918 годов — в Старом Крыму, со второй половины 1918 года жили в Ромнах. Осенью 1920 года Гейнцельманы бежали из России и окончательно поселились во Флоренции.
Гейнцельман вёл затворнический образ жизни, почти не соприкасаясь с эмигрантскими литературными кругами.
Похоронен на городском кладбище г. Фьезоле в окрестностях Флоренции.

## Творчество
Как следует из заглавия первой книги Гейнцельмана, он начал писать стихи ещё в XIX в. Вторую (и последнюю прижизненную) книгу стихов подготовил в 1951 г. по настоянию жены. Три книги вышли посмертно. Материалы личного архива Гейнцельмана были переданы вдовой на хранение во Флорентийский университет. Своё отношение к собственному творчеству поэт выразил в автобиографической заметке: «Жена настояла на издании антологии моих стихотворений, чтобы я действительно не расплылся, не оставив за собой следа, как пароходный винт во взбаламученной воде. Писал же я только для себя да для неё, и мне совершенно безразлична судьба этого моря стихов».

## Материалы
- Автобиографическая заметка (Из письма к Ринальдо Кюфферле) // Моя книга. Рим, 1961. С. 5—9.